# Hydronebrius kashmirensis
Hydronebrius kashmirensis är en skalbaggsart som först beskrevs av Vazirani 1964.  Hydronebrius kashmirensis ingår i släktet Hydronebrius och familjen dykare. Inga underarter finns listade i Catalogue of Life.